# Europoortkering

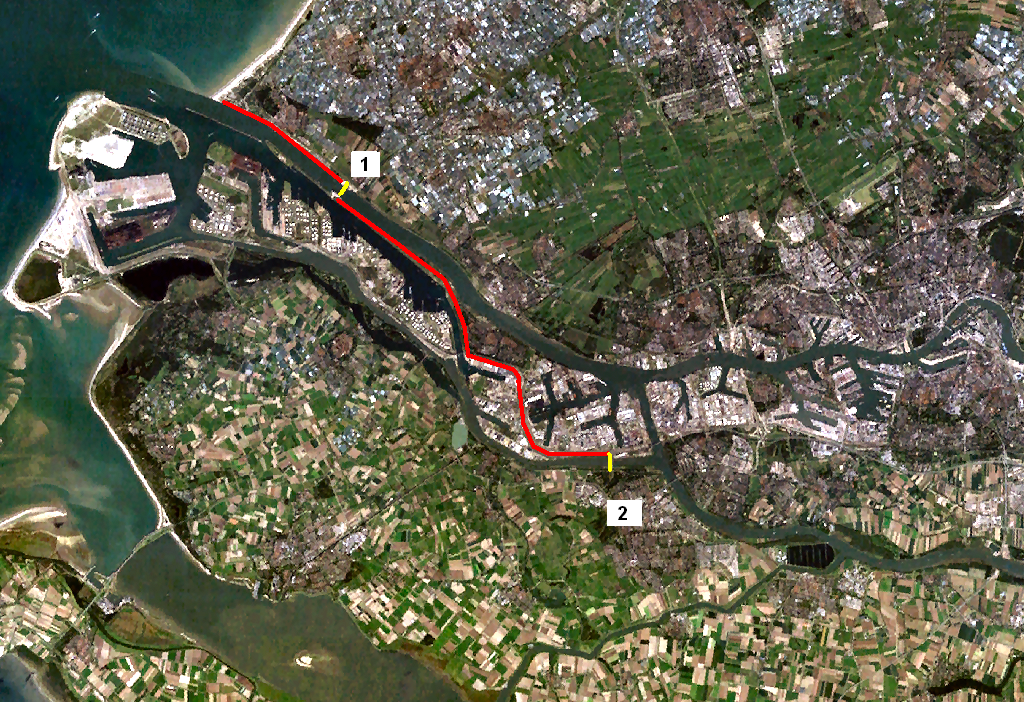
Image satellite de l'Europoort
(datant d'avant la création du Maasvlakte 2).
1. Maeslantkering sur le Nieuwe Waterweg
2. Hartelkering sur le canal Hartel.
En rouge: renfort des digues.

L’Europoortkering, également connu en français sous le nom de barrière de l'Europoort, est un programme néerlandais d'ouvrages d'art venant s'ajouter au plan Delta, destiné à protéger les voies d'accès maritimes du port de Rotterdam et par là même, toute la Hollande-Méridionale contre les tempêtes et les marées exceptionnelles. 
Le plan Delta original ne prévoyait aucune fermeture de l'Escaut occidental et du Nieuwe Waterweg pour permettre l'accessibilité aux ports d'Anvers et de Rotterdam.
Mais en ce qui concerne le Nieuwe Waterweg et le canal Hartel il est apparu au milieu des années 1980, que les digues ne seraient pas suffisamment hautes pour garantir une protection optimale des territoires très peuplés de la Hollande-Méridionale. Une surélévation de l'ensemble des digues aurait demandé une trop forte augmentation des coûts.
Il fut donc recherché une alternative. En 1987 la décision finale fut prise, le Nieuwe Waterweg sera protégé par des digues jusqu'à l'emplacement d'un barrage mobile le Maeslantkering, à Hoek van Holland, de même le Canal Hartel sera protégé jusqu'à un autre barrage mobile le Hartelkering. Entre les deux des travaux de rehaussement des digues marines et de rivières seront nécessaires.
Les travaux se sont achevés en 1997.
Il est à noter que le plan Delta proprement dit protège le Delta de la Meuse et du Rhin, donc principalement la Zélande, alors que l'Europoortkering protège la Hollande-Méridionale à l'exclusion de l'Europoort qui est situé avant ces protections.